# 안데스호저
안데스호저 또는 짧은꼬리호저(Coendou quichua)는 아메리카호저과에 속하는 설치류의 일종이다. 에콰도르의 안데스 산맥에서 발견되며, 콜롬비아 북동부 지역의 코르디예라 오리엔탈 산맥부터 산 비센테 데 추쿠리 인근 지역에서도 발견된다. 잘 알려져 있지 않지만 나무 위에서 생활하며, 야행성 동물로 추정하고 있으며 근연종들과 마찬가지로 군집 생활을 한다. 개체수가 드물고 감소 추세를 보이는 희귀종으로 간주하고 있다. 산림 파괴와 서식지 파편화 그리고 농지 개간 등으로 위협을 받고 있다. 형태학적으로 독특하지만, 이색가시호저(C. bicolor)의 아종으로 기술되기도 했다. 그러나 유전학 분석 결과, 짧은꼬리호저(C. rufescens)와 가장 가까운 것으로 밝혀졌다.